# 1994 في بيرو
فيما يلي قوائم الأحداث التي وقعت خلال عام 1994 في بيرو.

## سياسة

### انتهاء فترة المنصب
- 24 أغسطس – سوزانا هيجوتشي السيدة الأولى للبيرو [الإنجليزية]‏.

## مواليد

### فبراير
- 11 فبراير – كاثرين ميراندا تشانغ لاعبة كرة مضرب بيروفية.

### مايو
- 14 مايو – إديسون فلوريس لاعب كرة قدم بيروفي.

### سبتمبر
- 29 سبتمبر – أندي بولو لاعب كرة قدم بيروفي.

## وفيات

### ديسمبر
- 4 ديسمبر – خوليو رامون ريبيرو (مواليد 1929) كاتب بيروفي.